# Sân bay quốc tế Novy

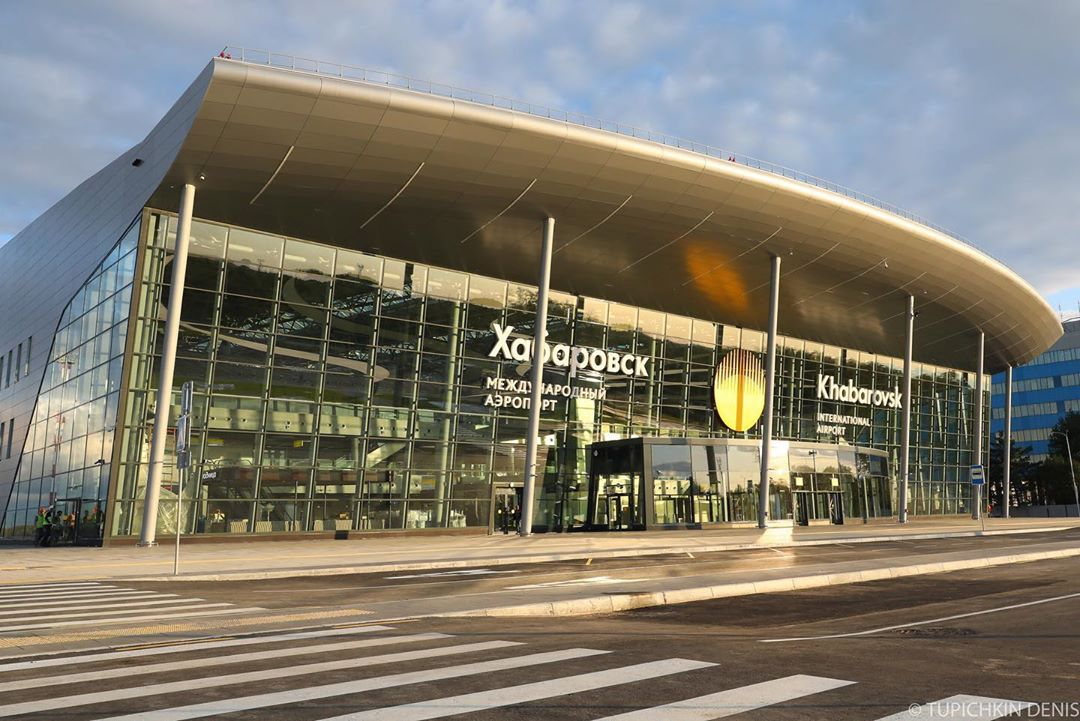
Sân bay quốc tế Novy

Sân bay quốc tế Novy (tiếng Nga: Международный аэропорт Новый) (IATA: KHV, ICAO: UHHH) là một sân bay cách Khabarovsk 10 km ở Khabarovsk Krai, Nga.

## Các hãng hàng không và các điểm đến
- Các chuyến bay nội địa:
  - Aeroflot (Moskva-Sheremetyevo)
  - Dalavia (Anadyr, Blagoveschensk, Chelyabinsk, Chita, Irkutsk, Komsomolsk na Amur, Krasnodar, Krasnoyarsk, Magadan, Moskva, Novosibirsk, Okhotsk, Omsk, Petropavlovsk-Kamchatsky, Rostov, Samara, Sankt Peterburg, Vladivostok, Ekaterinburg, Yuzhno-Sakhalinsk)
  - Domodedovo Airlines (Moskva-Domodedovo)
  - KrasAir (Krasnoyarsk)
  - Rossiya (St. Peterburg)
  - SAT Airlines (Yuzhno-Sakhalinsk)
  - S7 Airlines (Irkutsk, Moskva-Domodedovo, Novosibirisk, Petropavlovsk-Kamchatsky, Yuzhno-Sakhalinsk)
  - Transaero (Moskva-Domodedovo)
  - Ural Airlines (Ekaterinburg)
  - Vladivostok Avia (Vladivostok)
- Các chuyến bay quốc tế:
  - Air Koryo (Bình Nhưỡng)
  - Asiana Airlines (Seoul-Incheon)
  - China Southern Airlines (Urumqi)
  - Dalavia (Anchorage [bắt đầu 17 tháng 6], Baku, Bắc Kinh, Đại Liên, Quảng Châu, Cáp Nhĩ Tân, Thành phố Hồ Chí Minh, Niigata, Aomori [theo mùa], Seoul-Incheon)
  - Uzbekistan Airways (Tashkent)
- Sân bay này được sử dụng làm một điểm dừng thường xuyên để tiếp nhiên liệu giữa Hồng Kông và  Anchorage của hãng Kalitta Air.